# 鳥取市立末恒小学校
鳥取市立末恒小学校（とっとりしりつ すえつねしょうがっこう）は、鳥取県鳥取市伏野にある公立小学校。

## 沿革
- 1891年（明治24年）9月 - 末恒小学校竣工[1]。
- 1926年（大正15年）2月 - 校歌制定。
- 1953年（昭和28年）7月1日 - 市制施行に伴い、鳥取市立末恒小学校に改称。
- 1974年（昭和49年）12月 - 新校歌発表。
- 1991年（平成3年）9月 - 創立100周年記念式典。
- 2004年（平成16年）4月 - 2学期制の実施[2]。

## 通学区域
- 鳥取市
  - 内海中、小沢見、白兎、伏野、三津、美萩野1丁目～5丁目[3]

卒業生は基本的に鳥取市立湖東中学校へ進学する。

## 周辺
- 鳥取医療センター
- 鳥取県立白兎養護学校
- 末恒郵便局
- 湖山池
- 白兎海岸
- 白兎神社
- 白兎はまなす園
- 鳥取県警察学校

## アクセス
- JR山陰本線 末恒駅から北へ200m
- 日ノ丸バス白兎海岸線（路線番号：41・41H・41Z・44・47・47H・59） 末恒駅口より約100m